# Brett Swain
(en) Statistiques sur pro-football-reference
(en) Statistiques sur statscrew
Brett Andrew Swain (né le 21 juin 1985 à Asheville) est un joueur américain de football américain et de football canadien évoluant au poste de receveur éloigné (wide receiver).

## Enfance
Swain fait ses études à la Carlsbad High School à Carlsbad. Bien qu'il naît en Caroline du Nord, il passe son enfance en Californie.

## Carrière

### Université
Il commence à jouer dans l'équipe de l'université d'État de San Diego à partir de 2004. En 2006, il devient titulaire pour une courte période. Pour sa dernière année universitaire, il reçoit cinquante-huit ballons pour 973 yards et inscrit cinq touchdowns. Il est sélectionné dans la seconde équipe All-Mountain pour la conférence ouest.

### Professionnel
Brett Swain est sélectionné au septième tour du draft de la NFL de 2008 par les Packers de Green Bay. Le 23 juillet 2008, il signe son contrat avec la franchise du Wisconsin. Il est plus tard libéré et revient en équipe réserve. Le 27 octobre 2008, il est mis sur la liste des blessés et signe vers la fin de la saison un nouveau contrat avec les Packers.
En 2010, il joue à un poste de receveur remplaçant, apparaissant lors de toutes les rencontres. Néanmoins, le 28 août 2011, juste avant le début de la saison, Green Bay se sépare de Swain. Le 11 octobre, il signe avec les 49ers de San Francisco où il joue cinq matchs dont un comme titulaire sans pour autant convaincre ses entraîneurs. 
Il est de nouveau signé en 2013, par les Seahawks de Seattle après une saison comme agent libre. Il est retranché avant le début de la saison, le 26 août. Le 27 février 2014, il signe avec les Roughriders de la Saskatchewande la Ligue canadienne de football et participe à la saison 2014 au cours de laquelle il reçoit 25 passes et marque trois touchés. Il est libéré le 11 février 2015.